# Янги-Юл (Челябинская область)
Янги-Юл — деревня в Аргаяшском районе Челябинской области, входит в состав Дербишевского сельского поселения.

## География
Расположена в северо-восточной части района, между 2 притоками реки Течи. Расстояние до районного центра села Аргаяш 35 км, до центра сельского поселения деревни Дербишева — 15 км.

## История
Деревня основана в начале 1930-х выходцами из коммуны «Янги Юл» («Новый путь»), в 1933 на базе коммуны был организован колхоз «Урожай».

## Население
| 2002 | 2010 |
| ---- | ---- |
| 6    | ↗7   |

(в 1956—146, в 1959—171, в 1970 — 97, в 1983 — 43, в 1995 — 19)
Национальный состав: татары — 67 %, башкиры — 33 % (2002).